# 裕民
裕民（ゆうみん）は清代に順政権を樹立し自立した耿精忠が建てた説のある私年号。1674年 - 1676年。
李崇智は『清史列伝・耿精忠伝』にある「私に裕民通宝銭を鋳した」という記述を根拠とし、葉維庚及び李兆洛がこれを元号として挙げているのは誤りだと考証している。

## 西暦・干支との対照表
| 裕民 | 元年     | 2年      | 3年      |
| 西暦 | 1674年   | 1675年   | 1676年   |
| 干支 | 甲寅     | 乙卯     | 丙辰     |
| 清   | 康熙13年 | 康熙14年 | 康熙15年 |